# الاحتجاجات الكونغوية (ديسمبر 2016)
في يوم 20 ديسمبر 2016 في جمهورية الكونغو الديمقراطية أعلن الرئيس الكونغولي جوزيف كابيلا أن لن يغادر منصبه على الرغم من انتهاء ولايته، وبعد هذا التصريح اندلعت احتجاجات عارمة في جميع أنحاء البلاد، ولقد كانت هذه الاحتجاجات الأولى في البلاد منذ تأسيسها عام 1960. قامت الحكومة بحجب مشاهد الاحتجاجات والعنف في وسائل الإعلام والتي حدثت بعد اشتباكات بين المحتجين وقوات الأمن، ولقد أسفر هذا الأمر عن مقتل العشرات  ولقد أدانت الحكومات الأجنبية هذه الهجمات ضد المتظاهرين.
في يوم 23 ديسمبر 2016 تم التوصل إلى اتفاق بين جماعة المعارضة ونظام كابيلا وبعد موافقة الرئيس الكنغولي على عدم تعديل الدستور ولقد كان القرار ينص على أن يترك الرئيس الكنغولي منصبه قبل نهاية عام 2017.